# Libijskie Siły Powietrzne
Libijskie Siły Powietrzne – siły zbrojne odpowiedzialne za prowadzenie działań w powietrzu. W wyniku nalotów NATO w 2011 mogły utracić większość ze swojego wyposażenia.

Symbol używany w latach 1969-1977

Symbol używany w latach 1977-2011

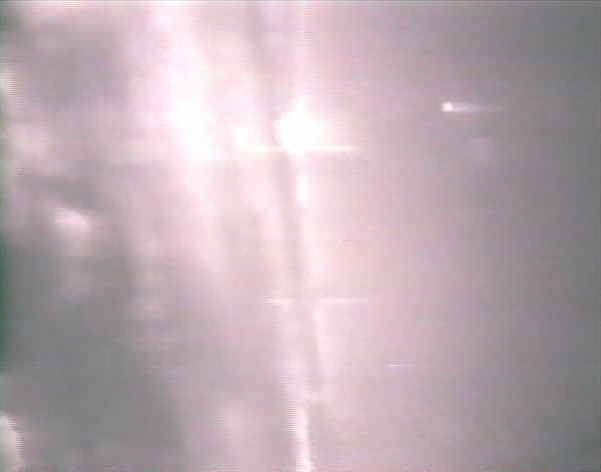
Libijski MiG-23 trafiony pociskiem AIM-9 Sidewinder w 1989

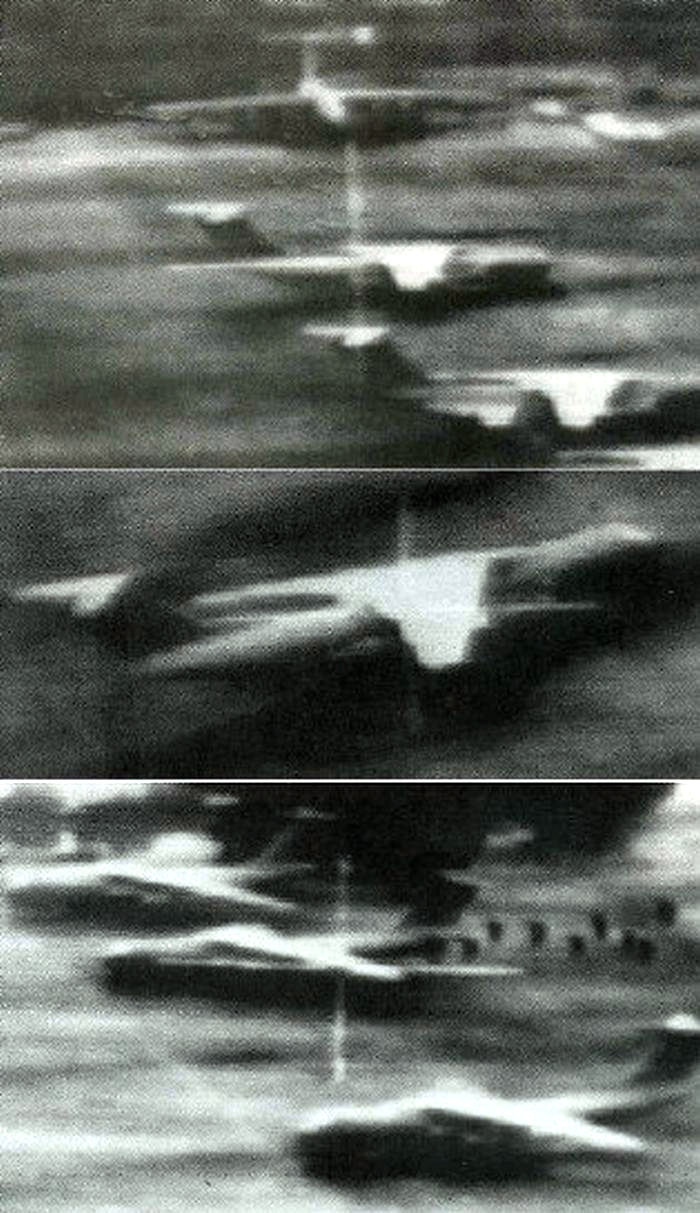
Libijskie Ił-76, cel ataku w 1986

## Historia
W 1968 roku przed bezkrwawym zamachem stanu zamówiono 18 sztuk lekkich myśliwców F-5A/B. Finalnie rok później przez pucz kapitana Kaddafiego dostarczono jedynie 8 F-5A i 2 F-5B. Jeden samolot utracony został w trakcie użytkowania podczas nocnego patrolu. Druga maszyna doznała uszkodzeń w wyniku wypadku przy kołowaniu. Amerykańskie embargo na części zamienne utrudnił eksploatację. Przez pewien czas utrzymywano je przy pomocy greckiego personelu. Wycofano je przedwcześnie i 7 z nich trafiło w 1975 roku do Turcji.
W związku z utratą możliwości zakupu uzbrojenia w USA i Wielkiej Brytanii z powodów politycznych, Libia zaczęła od początku lat 70. kupować samoloty bojowe we Francji (Mirage 5, Mirage F1) i ZSRR (MiG-21, MiG-23, MiG-25, Su-20, Su-22, Su-24), a samoloty szkolno-bojowe także w Jugosławii (SOKO G-2 Galeb, jako ich największy zagraniczny użytkownik) i Włoszech (SF 260).
Z uwagi na izolację międzynarodową po zakończeniu zimnej wojny, dokładny stan lotnictwa Libii nie był znany, a wiele samolotów było niesprawnych z braku części i dopiero po 2003 roku i zniesieniu sankcji ONZ Libia zaczęła stopniowo otwierać się na świat. W grudniu 2006 roku zorganizowano w Libii pierwszą wystawę lotnictwa wojskowego LAVEX 06.
Podczas wojny domowej w Libii w 2011 roku, zwłaszcza na skutek ogłoszenia strefy zakazu lotów przez Radę Bezpieczeństwa ONZ, zniszczeniu uległo wiele samolotów strony rządowej. Począwszy od marca 2011 roku pozostałe samoloty libijskie były stopniowo zdobywane lub uciekały na stronę nowo utworzonych opozycyjnych Wojsk Lotniczych Wolnej Libii i były używane przeciw siłom rządowym Kaddafiego. W 2014 roku powstał uznany przez społeczność międzynarodową nowy rząd w Tobruku i podporządkowane mu lotnictwo podjęło od maja 2014 roku działania przeciw siłom islamistów, którzy zorganizowali też własne szczątkowe lotnictwo (ang. Libyan Dawn Air Force). Od 2013 roku wsparcia materiałowego nowemu rządowi Libii udzielił Egipt, dostarczając stare myśliwce MiG-21 i śmigłowce Mi-8.

## Konflikty
- Konflikt graniczny między Libią i Egiptem (1977) – Status quo ante bellum, Libia utraciła około 20 Mirage 5 i 1 MiG-23MS.
- Wojna czadyjsko-libijska (1978–1987) – Czad wspierany przez Francję przejął kontrolę nad strefą Aozou, Libijczycy stracili ponad 20 samolotów, w tym 3 Tu-22B.
- Starcie nad zatoką Wielka Syrta (1981) – konfrontacja amerykańsko-libijska, w wyniku której dwa F-14A Tomcat z lotniskowca USS Nimitz zestrzeliły dwa libijskie Su-22M.
- Operacja El Dorado Canyon (1986) – nalot (w odwecie za zamach w Berlinie) amerykańskich F-111F, A-6E, A-7E i F/A-18 w wyniku którego zniszczono kilka libijskich Ił-76, kilkanaście MiG-23 i ponad 20 radarów lub wyrzutni rakiet przeciwlotniczych, Libijczycy zestrzelili jednego F-111.
- Starcie nad zatoką Wielka Syrta (1989) – konfrontacja amerykańsko-libijska, w wyniku której dwa F-14A Tomcat z lotniskowca USS John F. Kennedy zestrzeliły dwa libijskie MiG-23.
- Wojna domowa w Libii
  - Operacja Odyssey Dawn/Unified Protector – nieznana liczba maszyn zniszczona na ziemi, eliminacja libijskiej obrony przeciwlotniczej.

Działania zbrojne z niewielkim zaangażowaniem:
- Wojna sześciodniowa (1967)
- Wojna Jom Kipur (1973)
- Wojna ugandyjsko-tanzańska (1978-1979)

## Wyposażenie
| Samolot                     | Typ                                              | Wersja                | Dost.               | Rok                 | W służbie           | Uwagi |
| Samoloty myśliwskie         | Samoloty myśliwskie                              | Samoloty myśliwskie   | Samoloty myśliwskie | Samoloty myśliwskie | Samoloty myśliwskie | Samoloty myśliwskie |
| --------------------------- | ------------------------------------------------ | --------------------- | ------------------- | ------------------- | ------------------- | --- |
| MiG-21                      | myśliwiec treningowymyśliwiec                    | 21PF21bis 21UM21MF    | 5094 258+           | 197519802013        | 7                   | W 2011 rozbił się MiG-21UM. Dwie sztuki utracono w 2014 roku. Co najmniej 8 MiG-21MF otrzymano od 2013 z Egiptu |
| MiG-23                      | myśliwsko-bombowy treningowymyśliwiec treningowy | 23BN 23UB23MS/ML 23UM | 24 5} 140           | 19751976            | 2                   | Od 1979 dostarczono drugą partie 100 maszyn, nadal w służbie, co najmniej jeden zestrzelono w 2011. Około 12–18 sztuk MiG-23BN przekazano Sudanowi w 1988. Jeden zestrzelony w 2011, kolejny MiG-23ML w 2016 roku. Jeden MiG-23UM rozbił się w 2016. |
| Dassault Mirage F1          | szturmowy wielozadaniowy treningowy              | F1AD F1ED F1BD        | 16 6                | 1978 1979 1978      | 3                   | 8 sztuk we Francji, dwa F1ED #502 i #508, które uciekły na Maltę wróciły do kraju. #402 przywrócony do służby. |
| Su-22                       | samolot szturmowy                                | 22M/M3 22UM3K         | } 90                | 1980                | 2                   | W 2011 sześć zniszczonych przez NATO lub dezerterów. |
| Samoloty transportowe       |                                                  |                       |                     |                     |                     | |
| An-26                       | taktyczny transportowiec                         |                       | 12                  | 1983                | 2                   | Nadal w użyciu. |
| An-72                       | taktyczny transportowiec                         |                       | 2                   | ?                   | 1                   | [ 10 ] |
| Lockheed C-130 Hercules     | średni transportowiec                            | 130H                  | 4                   | 1970                | 2                   | Cztery kolejne opłacone samoloty wyprodukowano i nigdy nie dostarczono. Nadal w służbie, #5A-DOM utracono 29 kwietnia 2018. |
| Samoloty szkolno-treningowe |                                                  |                       |                     |                     |                     | |
| Aero L-39 Albatros          | samolot wsparcia/ szkolenie zaawansowane         | 39ZO                  | 181                 | 1978                | 1                   | Wersja uzbrojona, 10 sztuk przekazano Egiptowi. |
| Śmigłowce                   |                                                  |                       |                     |                     |                     | |
| AgustaWestland AW139        | śmigłowiec                                       |                       | 2                   | 2010                | 1                   | Do 2010 do policji dostarczono dwa z pięciu sztuk. Jeden uszkodzony na lotnisku w Trypolisie. |
| Elicotteri CH-47 Chinook    | ciężki śmigłowiec transportowy                   | CH-47C                | 20                  | 1976 1980           | 3                   | Dwie partie dostaw, 12 sprzedano ZEA. |
| Mi-2                        | użytkowy                                         |                       | 20                  | 1979                | 4                   | |
| Mi-8                        | transportowy                                     | Mi-8T                 | 50                  | 1976                | 8                   | |
| Mi-14                       | śmigłowiec ZOP                                   | Mi-14PL               | 12                  | 1982                | 4                   | Także gaśnicze Mi-14PZh. |
| Mi-24                       | śmigłowiec szturmowy                             | Mi-25 Mi-35           | 40 12               | 1979 1980           | 3                   | Co najmniej dwa Mi-35 zniszczone w 2011 przez NATO. |

### W przeszłości
| Wycofane z uzbrojenia                     | Wycofane z uzbrojenia                               | Wycofane z uzbrojenia | Wycofane z uzbrojenia | Wycofane z uzbrojenia | Wycofane z uzbrojenia |
| Samolot                                   | Typ                                                 | Wersja                | Dost.                 | Rok                   | Uwagi |
| Samoloty myśliwskie                       | Samoloty myśliwskie                                 | Samoloty myśliwskie   | Samoloty myśliwskie   | Samoloty myśliwskie   | Samoloty myśliwskie |
| ----------------------------------------- | --------------------------------------------------- | --------------------- | --------------------- | --------------------- | --- |
| Northrop F-5 Freedom Fighter              | myśliwsko-bombowy treningowy                        | F-5A F-5B             | 8 2                   | 1968                  | Sprzedane Turcji w 1975. Kolejnych osiem F-5A objętych embargiem, w 1972 dostarczone do lotnictwa Wietnamu.                                       |
| Dassault Mirage 5                         | szturmowy myśliwsko-bombowy rozpoznawczy treningowy | 5D 5DE 5DR 5DD        | 53 32 10 15           | 1971 1973 1971        | Sprzedane Pakistanowi na części. |
| MiG-25                                    | myśliwiec przechwytujący treningowyrozpoznawczy     | 25P 25PU25RB          | } 6015                | 19791978              | Wycofane. W 2015 jeden rozbił się w czasie lotu testowego.                                                                                        |
| Samoloty szturmowe/bombowe                |                                                     |                       |                       |                       | |
| Tu-22                                     | samolot bombowy treningowy                          | Tu-22B Tu-22U         | } 24                  | 1976                  | Wycofane |
| Su-24                                     | samolot szturmowy                                   | Su-24MK               | 6                     | 1989                  | Wycofane, prawdopodobnie wszystkie zniszczone w 2011, w różnych okolicznościach.                                                                  |
| Samoloty transportowe/powietrzne tankowce |                                                     |                       |                       |                       | |
| Ił-76                                     | ciężki transportowiecpowietrzny tankowiec           | Ił-76 Ił-76TDIł-78    | 4 ?                   | 1979 ?                | W użyciu w lotnictwie cywilnym. |
| Aeritalia G.222                           | lekki transportowiec                                | G.222T                | 20                    | 1981                  | Wycofane, znane też jako G.222L. |
| Let L-410 Turbolet                        | lekki transportowiec                                | L-410T L-410UVP       | 9 6                   | 1984 1986             | Los nieznany. |
| Samoloty szkolno-treningowe               |                                                     |                       |                       |                       | |
| Lockheed T-33 Shooting Star               | treningowe                                          | T-33A                 | 5                     | 1963                  | Wycofane, ex-USA, dostarczono 2 w 1963 i 3 w 1966 do szkolenia pilotów F-5.                                                                       |
| SOKO G-2 Galeb                            | samolot wsparcia/ szkolenie podstawowe              | G-2A-E                | 116                   | 1976 1983             | Zakupiono też jednomiejscową wersje J-21 Jastreb. Co najmniej sześć zniszczonych w 2011 przez NATO, w tym jeden tuż po wylądowaniu.               |
| Aermacchi SF 260                          | samolot wsparcia/ szkolenie podstawowe              | 260W 260ML            | 110 130               | 1978 1982             | Uzbrojone, używane w czasie wojny w Czadzie, część zmontowano w Libii, Alenia Aermacchi wyremontowała 12 sztuk, jeden SF 260ML zniszczono w 2011. |
| Śmigłowce                                 |                                                     |                       |                       |                       | |
| Bell 206                                  | użytkowy                                            | AB206A                | 5                     | 1974                  | |
| Bell 212                                  | śmigłowiec VIP                                      | AB212                 | 2                     | 1974 1980             | |